# Hever, Kent
Hever är en ort och civil parish i grevskapet Kent i sydöstra England. Orten ligger i distriktet Sevenoaks, cirka 3,5 kilometer sydost om Edenbridge och cirka 11,5 kilometer väster om Tonbridge. Civil parishen hade 1 238 invånare vid folkräkningen år 2021.
I civil parishen ligger även orterna Four Elms och Markbeech.